# Leão (heráldica)

O Leão, o "rei dos animais", com sua reputação de força, de bravura, de nobreza, tão conforme com o ideal medieval, podia apenas seduzir aqueles que queriam escolher sua armaduras.
O leão é classificado como uma figura heráldica natural, mas se encontra frequentemente como representando uma figura heráldica imaginária, em particular na quimera ou no grifo, ou em forma híbrida com a águia, sua mais poderosa concorrente heráldica.
O leão e outros animais ferozes são usualmente representados com as garras e a língua expostas, geralmente com esmaltes ou metais diversos do usado no corpo do animal. Nestes casos indica-se que a figura é armada (garras) e lampassada (língua) deste esmalte ou metal. Nos exemplos abaixo, os leões são em ouro, armados em prata e lampassados em goles.

## Posições
As várias posições que atualmente existem na heráldica são fruto da imaginação de heraldistas, resultante da necessidade cada vez maior de diferenciação. No entanto, apenas poucos dessas posições eram aparentemente conhecidas pelos arautos medievais. Uma distinção comumente feite (especialmente entre os heraldista franceses), embora possa ser de importância limitada, é a distinção de leões caminhantes como leopardos. A seguinte tabela sumariza as principais attitudes de leões na heráldica:
| Attitude (termo original) | Attitude (em português) | Exemplo | Descrição |
| ------------------------- | ----------------------- | ------- | --- |
| Rampant                   | Rampante ou de combrade |         | Um "leão rampante" é representado em pé ereto de perfil, com as patas dianteiras levantadas. A posição das patas traseiras varia de acordo com os costumes locais: o leão pode estar em ambas as patas traseiras afastadas, ou em apenas sobre uma, com a outra também levantada para o ataque; a palavra rampant é frequentemente omitida, especialmente nos brasões mais antigos, pois esta é a posição mais usual de um quadrúpede carnívoro; Nota: o termpo segreant denota a mesma posição, mas é apenas utilizada para referenciar grifos e dragões. |
| Passant                   | Passante                |         | Um "leão passante" está caminhando, com a pata direita levantada e todas as demais no chão. Nota: Um leão assim representado pode ser chamado de "leopardo". |
| Statant                   |                         |         | Um "leão statant" fica na posição parada, com todas as quatro patas no chão, geralmente com as patas dianteiras unidas. Esta postura é mais frequente em timbres do que na figuras do escudo. |
| Salient                   | Saliente                |         | Um "leão saliente" fica na posição de salto, com ambas patas traseiras unidas no chão, e ambas patas dianteiras unidas no ar. Esta é uma posição muito rara para um leão, mas também é utilizado de outros animais heráldicos. |
| Sejant                    | Sentado                 |         | Um "leão sejant" fica na posição sentada, com as patas dianteiras no chão. |
| Sejant erect              | Sentado ereto           |         | Um "leão sejant erect" fica na posição sentada, mas com seu corpo ereto e suas patas dianteiras erguidas na posição "rampant" (esta posição é algumas vezes denominada "sejant-rampant"). |
| Couchant                  | Deitado                 |         | Um "leão couchant" fica na posição deitada, mas com a cabeça levantada. |
| Dormant                   | Adormecido              |         | Um "leão dormant" fica na posição deitada, com olhos fechados e cabeça abaixada sobre as patas dianteiras, como se estivesse dormindo. |

- Leão guardant (guardante)
- Leão regardant (resguardante)
- Leão covarde

- Leão com cauda ramificada
- Leão com cauda entrelaçada
- Leão com cauda entrelaçada (inverso)
- Leão com cauda atada

## Exemplos de brasões com leões

Leão (Espanha)
Lyon
Inglaterra
Escócia
Dinamarca
Noruega
Finlândia
Estónia
Países Baixos
Bélgica
Bulgária
Jerusalém
Bermudas